# Fuksja (kolor)
Fuksja – kolor, będący połączeniem barwy niebieskiej i czerwonej w równych proporcjach. Fuksja jest jaśniejszą odmianą koloru purpurowego.